# Kladušnica (Glina)
Kladušnica je rijeka u Bosni i Hercegovini.
Desna je pritoka rijeke Gline. Duga je oko 22 kilometra, a obuhvaća porječje od 220 km2. Protiče kroz Veliku i Malu Kladušu.